# Louis Mistral
Pour les articles homonymes, voir Mistral.
Louis Mistral, né le 4 août 1900 à Paris et mort le 12 juillet 1973 à Souesmes, est un footballeur international français.

## Biographie
Son poste de prédilection est milieu de terrain. Il compte cinq sélections en équipe de France de football, Italie-France au Vélodrommo Sempione à Milan en 1920, Suisse-France au stade des Charmilles à Genève en 1920, France-Pays-Bas au stade Pershing à Paris en 1921, France-Angleterre au stade Pershing à Paris en 1923, France-Norvège au Parc des Princes à Paris en 1923.
Au terme de sa carrière, il ne s'éloigna pas des milieux du football : il dirigea la rubrique sportive du journal Paris-Jour.

## Palmarès
- Vainqueur de la Coupe de France de football 1928-1929